# Leonid Nikołajew (pianista)
Leonid Władimirowicz Nikołajew (ros. Леонид Владимирович Николаев; ur. 1 sierpnia?/13 sierpnia 1878 w Kijowie, zm. 11 października 1942 w Taszkencie) – rosyjski pianista, kompozytor i pedagog.

## Życiorys
W latach 1887–1897 uczył się w średniej szkole muzycznej Cesarskiego Rosyjskiego Towarzystwa Muzycznego w Kijowie u Władimira Puchalskiego (fortepian) i Jewgienija Ryby (teoria muzyki). Następnie studiował w Konserwatorium Moskiewskim w klasie fortepianu Wasilija Safonowa w 1900, a dwa lata później w klasie kompozycji Siergieja Taniejewa i Michaiła Ippolitowa-Iwanowa. W latach 1904–1906 był akompaniatorem w Teatrze Wielkim w Moskwie. W tym czasie przeprowadził także szeroko zakrojone badania nad twórczością Piotra Czajkowskiego i Siergieja Taniejewa. 

### Działalność pedagogiczna
W latach 1904–1906 uczył gry fortepianowej w Szkole Muzyczno-Dramatycznej przy Moskiewskim Towarzystwie Filharmonicznym, a w latach 1906–1909 w konserwatorium ludowym w Moskwie. W latach 1909–1942 wykładał w Konserwatorium Petersburskim (od 1924 Leningradzkim), prowadząc klasę fortepianu, a od 1923 również kompozycji; w 1912 uzyskał tytuł profesora. W 1941 obronił pracę doktorską z teorii i historii sztuki. W 1942 został wraz z innymi nauczycielami konserwatorium ewakuowany z oblężonego Leningradu do Taszkentu, gdzie zmarł na dur brzuszny. Jego uczeń, Dmitrij Szostakowicz, złożył mu hołd dedykując swoją II Sonatę fortepianową h-moll op. 61 (1943) i osobiście dając jej prawykonanie 6 czerwca 1943 w Moskwie.
Odznaczony Orderem Czerwonego Sztandaru Pracy oraz tytułem Zasłużonego Działacza Sztuk RFSRR i Ludowego Artysty RFSRR.
Pedagogika pianistyczna Nikołajewa nawiązywała do metody stosowanej przez jego nauczycieli – Wasilija Safonowa i Władimira Puchalskiego, a także wybitnego polskiego pedagoga Teodora Leszetyckiego. Najważniejszymi spośród jego uczniów fortepianu, poza wspomnianym już Dmitrijem Szostakowiczem, byli Władimir Sofronicki, Marija Judina i Pawieł Sieriebriakow, Grigorij Rimski-Korsakow, a kompozycji – Gawriił Popow i Aleksandr Krein.

### Działalność artystyczna
W 1900 zadebiutował jako pianista w moskiewskim Kole Miłośników Muzyki Rosyjskiej, którego był aktywnym członkiem. Uczestniczył także w moskiewskich „Wystawach muzycznych” oraz kijowskich i petersburskich „Wieczorach muzyki współczesnej” (odpowiednio w 1904 i 1907). 
Dysponował swobodną techniką, dbał o wykończenie szczegółów i logiczną wyrazistość wykonywanych utworów, potrafił trafnie oddać intencje kompozytora. Koncertował głównie w Moskwie, Kijowie i Petersburgu. W jego repertuarze były utwory takich kompozytorów, jak Ludwig van Beethoven, Felix Mendelssohn, Fryderyk Chopin, Ferenc Liszt, César Franck, Maurice Ravel, Claude Debussy, Piotr Czajkowski, Aleksandr Głazunow, Siergiej Rachmaninow, Aleksandr Skriabin, Anton Arienski, Cezar Cui, Nikołaj Rimski-Korsakow. Jako jeden z pierwszych wprowadzał do sal koncertowych dzieła Siergieja Prokofjewa i Nikołaja Medtnera. Wykonywał też własne utwory.

## Twórczość
Twórczość kompozytorska Nikołajewa jest kontynuacją nurtu romantycznego w rosyjskiej muzyce. Jego spuścizna obejmuje Poème, Scherzo na orkiestrę, 3 kwartety smyczkowe, Sonatę g-moll na skrzypce i fortepian, sonaty na wiolonczelę i fortepian, utwory fortepianowe (Wariacje, Sonatę D-dur, Tarantellę, Suitę h-moll na 2 fortepiany), pieśni do słów Aleksandra Puszkina, Michaiła Lermontowa, Nikołaja Niekrasowa, kantatę Graf habsburski. Pisał też kadencje do 1. i 2. części Koncertu fortepianowego D-dur Haydna i 1. części IV Koncertu fortepianowego Beethovena oraz opracowania i transkrypcje fortepianowe m.in. utworów organowych Johanna Pachelbela i Dietricha Buxtehudego oraz Suity z baletu „Rajmonda” Aleksandra Głazunowa.